# Foto 51 (Theaterstück)
Foto 51 (Originaltitel Photograph 51) ist ein Theaterstück von Anna Ziegler, das ursprünglich in englischer Sprache verfasst wurde. Protagonistin des Stückes ist die Biochemikerin Rosalind Franklin, die als Spezialistin für die Röntgenstrukturanalyse von kristallisierten Makromolekülen am King’s College in London Röntgenbeugungsdiagramme der DNA entdeckt. Der Titel des Stückes bezieht sich auf Photo 51, ein Spitzname, der einer mit diesem Verfahren gemachten Aufnahme von Raymond Gosling aus dem Jahr 1952 gegeben wurde.

## Inhalt
Die Biochemikerin Rosalind Franklin arbeitet am King’s College in London. Sie entwickelt sich zu einer Spezialistin für die Röntgenstrukturanalyse von kristallisierten Makromolekülen. Franklin ist eine Einzelgängerin und arbeitet und forscht lieber für sich allein als gemeinsam mit ihren ausschließlich männlichen Kollegen, was bald zu Lasten ihrer Arbeit gehen soll. Als ihr eines Tages eine Röntgenaufnahme der Struktur der DNA gelingt, die die Form einer Helix hat, ist sie nicht in der Lage, ihre Forschungsergebnisse richtig zu deuten und erkennt auch nicht sofort, dass sie durch ihre Aufnahme die Röntgenbeugungsdiagramme der DNA entdeckt hat. Der Wissenschaftler Maurice Wilkins ist fasziniert von Franklins Arbeit und macht heimlich Kopien hiervon. Die Ergebnisse veröffentlicht er kurz danach in einer Wissenschaftszeitung.

## Hintergrund
Rosalind Franklin war eine Biochemikerin und Spezialistin für die Röntgenstrukturanalyse von kristallisierten Makromolekülen. 
Auf der von ihr gemachten Entdeckung der Röntgenbeugungsdiagramme der DNA basierten eine Reihe weiterer Forschungen und Publikationen. Eine von Maurice Wilkins gemachte Veröffentlichung in der wissenschaftlichen Fachzeitschrift Nature im Jahr 1953 beruhte auf der nicht autorisierten Übernahme unpublizierter Forschungsergebnisse von Franklin. Wilkins hatte heimlich Kopien von Franklins Arbeiten angefertigt. Francis Crick und James Watson postulierten auf der Grundlage der Forschungen von Franklin zur Röntgenbeugung und den Veröffentlichungen von Wilkins das Doppelhelixmodell der Molekularstruktur der Desoxyribonukleinsäure, um ein räumliches Modell der DNA-Doppelhelix zu erhalten. Raymond Gosling hatte gemeinsam mit Franklin auf der Basis eigener geometrischer Überlegungen die Grundlagen auf dem Gebiet der Faserbeugung erarbeitet.

## Produktionen
Nachdem das von Active Cultures Theater produzierte Stück 2008 beim STAGE International Script Competition gewonnen hatte, feierte es im Oktober 2010 seine New-York-Premiere im Ensemble Studio Theatre unter der Regie von Linsay Firman und wurde später im Theater J in Washington, D.C., im Seattle Repertory Theatre in Seattle und an vielen weiteren US-amerikanischen Theatern gezeigt. Im Jahr 2012 wurde das Stück im Rahmen des Projekts Science& Theatre in Zusammenarbeit mit Mikrobiologen und Doktoranden der Freien Universität am English Theatre Berlin aufgeführt.
Die Premiere im Vereinigten Königreich fand am 5. September 2015 am Noël Coward Theatre, City of Westminster in London unter der Regie von Michael Grandage mit Nicole Kidman in der Hauptrolle statt. Kidmans Vater Antony Kidman war selbst Biochemiker, daher entschloss sich die eigentlich aus Filmen bekannte Schauspielerin nach dessen Tod im September 2014, das Engagement für das Stück anzunehmen.
Die deutschsprachige Erstaufführung fand im Januar 2017 am Hamburger Ernst-Deutsch-Theater statt. Die Hauptrolle spielte Isabella Vértes-Schütter.

### Ensemble der Aufführung in London
ab 5. September 2015 am Noël Coward Theatre
- Regie: Michael Grandage

Darsteller
- Nicole Kidman: Rosalind Franklin
- Stephen Campbell Moore: Maurice Wilkins
- Will Attenborough: James Watson
- Edward Bennett: Francis Crick
- Patrick Kennedy: Don Caspar
- Joshua Silver: Ray Gosling

### Ensemble der Aufführung in Hamburg
deutschsprachige Erstaufführung ab 19. Januar 2017 am Ernst-Deutsch-Theater
- Regie: Hartmut Uhlemann
- Bühnenbild und Videoanimationen: Eva Humburg
- Kostüme: Sabine Birker

Darsteller
- Isabella Vértes-Schütter: Rosalind Franklin
- Christoph Tomanek: Maurice Wilkins
- Anton Pleva: James Watson
- Stephan A. Tölle: Francis Crick
- Nico Rogner: Don Caspar
- Anton Faber: Ray Gosling

## Verfilmung
Im Januar 2016 wurde bekannt, dass Grandage das Stück mit Nicole Kidman in der Hauptrolle verfilmen will. Grandage hatte zuvor in seinem Filmregiedebüt Genius mit Kidman zusammengearbeitet.

## Rezeption

### Kritiken
Zieglers Stück und Kidmans Darbietung zeigen nach Ben Brantley von The New York Times die Grenzen auf, die sich im Leben einer jüdischen Frau im geschlossenen Kosmos angelsächsischer Männer auftun. Kidman konzentriere sich hierbei geschickt auf solche Details der Figur, die dem Zuschauer eine verborgene, verletzliche Seite von Franklin zeigten, ohne sie trocken wirken zu lassen.
Katja Weise von NDR Kultur sprach nach der Hamburger Premiere von einem klugen Wissenschaftskrimi und einem Gesellschaftsdrama, und das Stück sei voller Tempo und Witz. Regisseur Hartmut Uhlemann habe sich in seiner braven und teilweise etwas schwerfälligen Inszenierung allerdings nicht ganz leicht damit getan. Brigitte Scholz von der Hamburger Morgenpost sagt, Uhlemann habe den Anfang des Stückes trocken wissenschaftlich abgearbeitet, und Spannung sei erst aufgekommen, als Franklins Kollege Wilkins, gespielt von Christoph Tomanek, ihre Forschungsergebnisse aus gekränkter Eitelkeit an die Konkurrenz verrät.

### Auszeichnungen
2016 wurde Nicole Kidman für ihre Darstellung von Rosalind Franklin in der Aufführung von Photograph 51 am Noël Coward Theatre für den Laurence Olivier Award nominiert. Im Februar 2016 erhielt Kidman für ihre Rolle als Beste Schauspielerin den WhatsOnStage-Award. Das Stück selbst wurde als Beste Neuerscheinung ausgezeichnet.